# Брасов, Георгий Михайлович
Граф Гео́ргий Миха́йлович Бра́сов (24 июля [6 августа] 1910, Москва — 21 июля 1931, Осер) — сын Михаила Александровича, младшего сына Александра III, родившийся у него ещё до морганатического брака с дважды разведённой Натальей Сергеевной Шереметьевской. Назван в честь дяди Георгия Александровича.

## Рождение

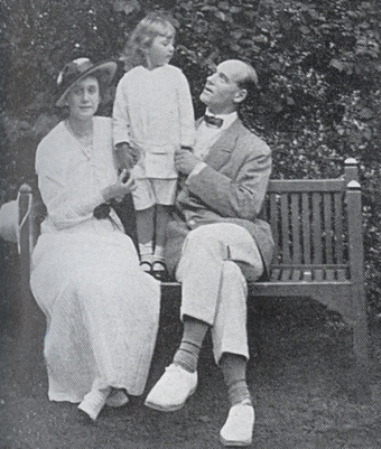
Георгий с родителями

Георгий родился в московской квартире своей матери, Натальи Сергеевны Вульферт, недалеко от Петровского парка. На момент рождения мать Георгия ещё состояла в законном браке со своим вторым мужем, армейским офицером Владимиром Владимировичем Вульфертом, который служил с великим князем Михаилом в одном, лейб-гвардии Кирасирском, полку. После скандала последовавшего за романом великого князя с женой Вульферта, Владимира Владимировича перевели в Москву, а Михаила — в Черниговский гусарский полк в Орле. Опасаясь возможной претензии на опеку над ещё не рождённым Георгием, Наталья Сергеевна подала документы на развод, который, однако, был завершён уже после рождения Георгия. В то время бытовали слухи, что за развод Вульферту заплатили 200 000 рублей, а сама дата развода Вульфертов была датирована задним числом, так что Георгий был признан внебрачным сыном Натальи, хотя и унаследовал её дворянский статус, а не законным ребёнком Вульферта.
22 сентября 1910 года Георгий Михайлович был крещён в храме Василия Кесарийского в Тверской ямской слободе отцом Петром Поспеловым и назван в честь своего покойного дяди, великого князя Георгия Александровича, который умер в 1899 году. Его крестными родителями стали Алексей Матвеев и Маргарита Абаканович. Матвеев был мужем тёти Георгия по материнской линии, Ольги, а Абаканович была другом семьи, супругой адъютанта Михаила. Поскольку она отсутствовала на крещении, её доверенным лицом выступала сводная сестра Георгия – Наталья Сергеевна Мамонтова, дочь Натальи от первого брака. 13 ноября 1910 года император Николай II издал указ о даровании сыну своего младшего брата дворянства, отчества Михайлович и фамилии Брасов, в честь одного из имений Михаила: Брасово под Орлом.
Великий князь Михаил был вторым в линии императорской преемственности после своего племянника, цесаревича Алексея, но Алексей страдал гемофилией, и семья опасалась, что он не доживёт до воссшествия на престол. Согласно законов Российской Империи, Михаил, как член императорской семьи, не мог жениться без согласия правящего монарха, Николая II. Однако Николай не дал разрешения Михаилу жениться на Наталье, так как брак не был бы равнородным, а сама Наталья уже была дважды разведена. Во время визита императорской четы в Польшу в 1912 году у цесаревича произошло кровоизлияние в бедро и пах. Если бы он умер, великий князь Михаил был бы вынужден заключить династический брак, поэтому он поспешил обвенчаться со своей любовницей, 16 октября 1912 года в соборе Саввы Сербского в Вене. Через несколько дней Георгий, его родители и дочь Натальи от первого брака встретились в Каннах. Оттуда Михаил сообщил своей матери и брату о свадьбе. Этот союз был воспринят императорской семьей как акт трусости и предательства, тем более что свадьба прошла в тот момент, когда цесаревич был так близок к смерти. В результате разгневанный Николай запретил Михаилу вместе с семьёй возвращаться в Россию. После путешествий по разным европейским гранд-отелям в сентябре 1913 года семья Георгия Михайловича обосновалась в Англии.

## Детство
Осенью 1914 года, в разгар Первой мировой войны, великий князь Михаил Александрович попросил разрешения вернуться в Россию и присоединиться к армии, которая сражалась на Восточном фронте. Николай II удовлетворил его просьбу, и Георгий с семьей вернулся жить в дом в Гатчине, который Михаил купил специально для Натальи, которую императорская семья не желала видеть ни в одном из императорских дворцов. Михаил получил звание генерала и возглавил Кавказскую туземную конную дивизию.
Опасаясь, что семья останется ни с чем после гибели на фронте, Михаил обратился к брату с просьбой узаконить Георгия. Шесть месяцев спустя, 26 марта 1915, Георгий был узаконен и возведён в графское Российской империи достоинство, однако и он сам и его потомки были исключены из линии престолонаследия.

## Февральская революция
После отречения от престола Николая II и последовавшего за ним отречения великого князя Михаила, семья Георгия была помещена под домашний арест в Гатчине. В сентябре домашний арест был снят и Михаилу, через своего бывшего сослуживца Петра Половцова, удалось получить разрешение на выезд в более безопасную Финляндию. Георгий и его сводная сестра были отправлены в имение Владимира Дмитриевича Набокова — брата подруги Натальи. Сам Георгий дружил с племянницей Набокова-старшего, Софией Вонлярлярской. Однако из-за последоваавшей Октябрьской революции их план был раскрыт большевиками, и дети снова вернулись в под домашний арест в Гатчину, а Михаил был сослан в Пермь.
После высылки Михаила Наталья стала беспокоиться за безопасность своего сына и обратилась за помощью к князю Путятину, квартира которого находилась по соседству с посольством Дании в Санкт-Петербурге и датчане согласились вывезти Георгия из России. Для этого датский дипломат, наблюдавший за обменом военнопленными, капитан Фриц Крамер, предоставил Георгию и его гувернантке комнаты в особняке Бутурлиной, в котором ранее располагалось посольство Автро-Венгрии, а Датский Красный крест использовал здание для размещения военнопленных, ожидавших репатриации. Через пять недель, весной 1918 года, Георгий вместе с гувернатной был по поддельным документам вывезен за границу под видом сына военнопленного австрийского офицера. Всю дорогу до Берлина их сопровождал представитель Датского Красного креста господин Соренсен, так как сопровождаемые им Георгий и его гувернатка не знали немецкого языка. Не смотря на то, что гувернатка Георгия была британской подданной, император Вильгельм II позволил им продолжить путешествие в Копенгаген, к вдовствующей императрице Марии.

## За границей
В ночь с 12 на 13 июня 1918 года отец Георгия был расстрелян большевиками на окраине Перми. Тем не менее убийство Михаила оставалось неизвестным и немецкое правительство тайно вывезло мать Георгия и его сводную сестру в Киев, контролируемый, на тот момент, немцами. После перемирия в ноябре 1918 года Королевский военно-морской флот Великобритании эвакуировал мать и сводную сестру Георгия в Англию, где Георгий воссоединился с семьёй, присоединясь к ним в арендованном доме в графстве Сассекс, сразу после Пасхи 1919 года.
В сентября 1919 года Георгий поступает в колледж городка Сент-Леонардс (St Leonards-on-Sea College), но уже через год переводится в школу Харроу. В 1927 году из-за тяжелого финансового положения мать Георгия переехала в Париж, однако сам Георгий закончил учебный год в Харроу и только потом воссоединился с матерью во Франции, где заканчивает своё обучение в школе-пансионе Эколь де Роше (École des Roches) коммуны Вернёй-сюр-Авр в Нормандии, после чего поступает в Сорбонну.
В 1928 году, двоюродный брат Николая II, великий князь Кирилл Владимирович, в эмиграции провозгласивший себя императором, присвоил Георгию Брасову и его матери княжеские титулы.

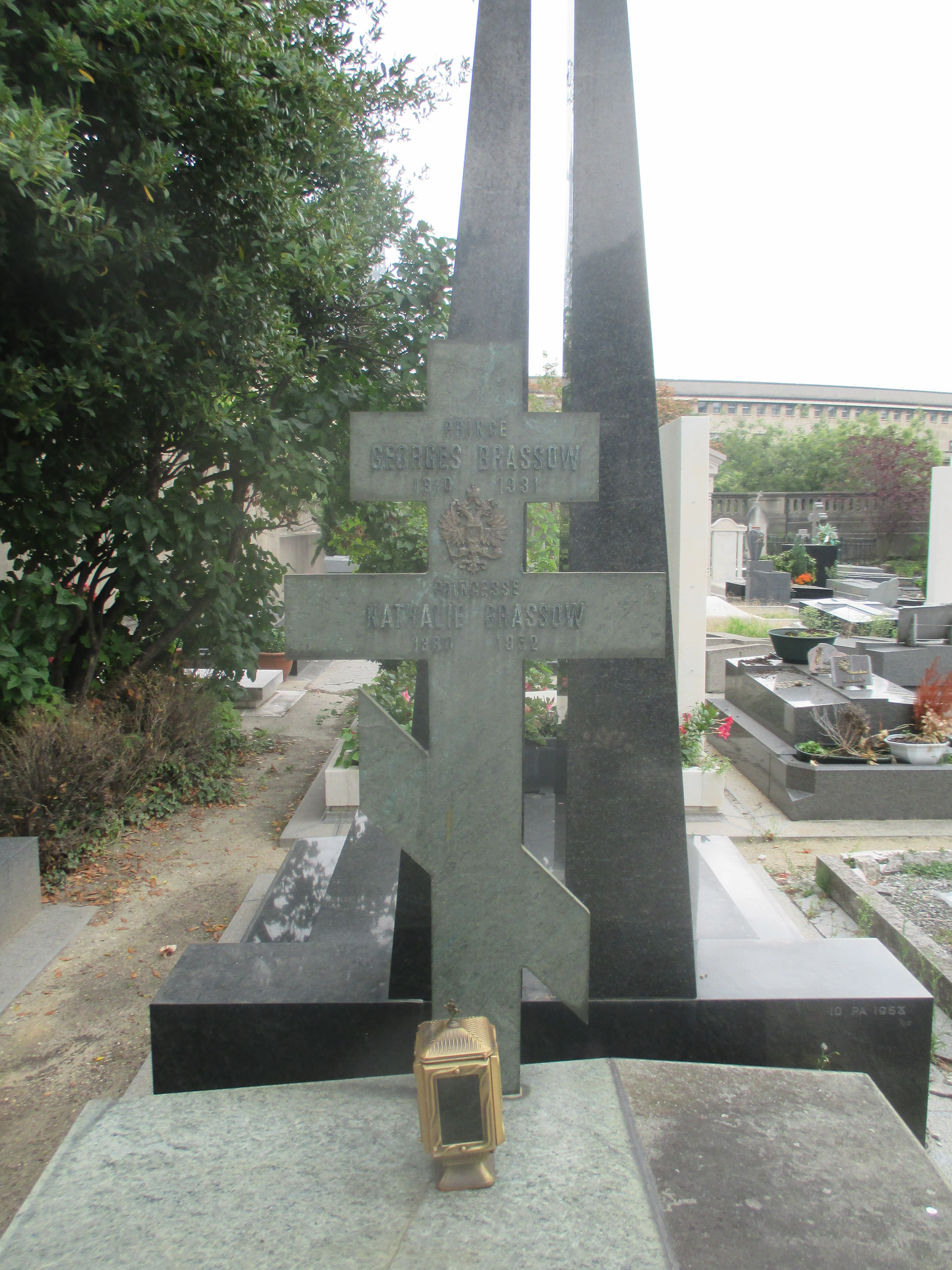
Надгробие могилы Георгия Брасова в Париже

После смерти в 1928 году вдовствующей императрицы Марии Фёдоровны, бабушки Брасова, он получил по её завещанию треть её состояния. В подростковом возрасте он любил кататься на мотоцикле Norton, и часть его наследства была потрачена на спортивный автомобиль Chrysler.
Летом 1931 года Георгий решил отпраздновать успешную сдачу первой сессии в Сорбонне и поехать на юг Франции вместе со своим другом из Голландии Эдгаром Монканаром. По дороге из Парижа в Канны их машину занесло и она врезалась в дерево недалеко от Санса, в то время как Монканар был за рулём. 19-летний приятель Георгия, находившийся за рулём, погиб мгновенно, тогда как самого Георгия с переломами обеих ног и многочисленными внутренними травмами госпитализировали в больницу в Осере, где он умер на следующее утро не приходя в сознание. Похоронен в Париже на кладбище Пасси. Умершая в 1952 году, от рака, Наталья была по завещанию похоронена рядом с сыном.
Брасов был единственным сыном, хотя и добрачным и морганатическим, Михаила Александровича Романова — по мнению ряда историков, формально последнего императора, в пользу которого отрёкся Николай II, — а также последним из выживших потомков императора Александра III по мужской линии. Поэтому он рассматривался в качестве возможного претендента на российский престол.